# Jaroslav Plesl (novinář)
Jaroslav Plesl (* 31. ledna 1973 Jaroslavl) je český novinář, šéfredaktor deníku Mladá fronta DNES. Předtím byl krátce šéfredaktorem časopisu Týden a působil také jako redaktor v Lidových novinách, Hospodářských novinách a týdenících Euro a Reflex.
Jeho manželkou byla v letech 2007 až 2018 herečka a moderátorka Laďka Něrgešová. Mají spolu syna Adama a dceru Medu.
Podle bývalého novináře deníku Mladá fronta DNES Jana Novotného (odešel v roce 2014) Plesl jako šéfredaktor tohoto deníku konzultoval texty s tehdejším ministrem financí a majitelem MAFRA Andrejem Babišem. Plesl na to reagoval označením Novotného za špatného novináře.
V květnu 2019 se snažil v diskuzním pořadu Partie na televizi Prima dokázat, že má komentátor Českého rozhlasu Radko Kubičko špatnou paměť, řídí se jen emocemi, argumentuje lží a nepracuje s fakty. Důkazem mělo být, že dle Kubička se po Jiřím Pospíšilovi stal ministrem spravedlnosti Pavel Blažek, kdežto Plesl oznámil, že to byla Daniela Kovářová. Ve skutečnosti se jím stal opravdu Pavel Blažek.
8. září 2021 se před televizními kamerami vsadil s poslankyní Janou Černochovou o jeden poslanecký plat, že Petr Fiala nebude premiérem. 28. listopadu svou sázku prohrál. Poslanecký plat Jany Černochové činil 127 800 Kč.
Od založení kontroverzní Krameriovy ceny v roce 2016 byl členem její poroty do roku 2022 včetně.